# Sestiere di Porta Vercellina
Il sestiere di Porta Vercellina è uno dei sei sestieri in cui era anticamente divisa la città di Milano limitatamente ai confini del moderno centro storico, che è delimitato dalla Cerchia dei Navigli, ovvero dal tracciato delle mura medievali di Milano, di cui la Cerchia costituiva originariamente il fossato difensivo. Prende il nome dall'antica Porta Vercellina medievale, che è stata in seguito demolita.

## Storia
Questo sestiere deriva il nome da Porta Vercellina medievale, che a sua volta prende la denominazione dalla precedente Porta Vercellina romana. Porta Vercellina romana fu costruita durante il periodo repubblicano dell'epoca romana ed era ricavata nella cinta delle mura romane di Milano. Venne fatta presumibilmente erigere, insieme alle mura, da Ottaviano dopo l'assunzione di Mediolanum al rango di municipium nell'anno 49 a.C..
Da Porta Vercellina dipartiva l'arteria stradale che, attraverso Novaria (Novara), Vercellae (Vercelli: da cui il nome della porta), Augusta Eporedia (Ivrea) e Augusta Prætoria (Aosta), conduceva nella Gallia transalpina.
Poi in epoca medievale, con la costruzione delle nuove mura cittadine, più esterne quelle precedenti, "Porta Vercellina" venne spostata, seguendo la direttrice della strada lungo cui sorgeva, più esternamente, lungo il nuovo vallo difensivo. Sorte analoga ebbe Porta Vercellina spagnola che venne eretta, analogamente, lungo le mura spagnole di Milano, che sostituirono quelle medievali.
Lo stemma del sestiere non subì modifiche nei secoli. L'unica differenza che si trova nelle fonti, è nella posizione dei colori. Lo stemma del sestiere è spaccato, ovvero diviso in due parti uguali da una linea orizzontale, con una parte bianca e una parte rossa. Per quanto concerne la posizione dei colori, Bonvesin de la Riva scrive che:
(Bonvesin de la Riva)
Descrizioni analoghe sono fornite da Giorgio Giulini e da Serviliano Latuada, mentre Galvano Fiamma e Giacomo Filippo Besta invertono la posizione dei colori. Il Codice Cremosano invece lo descrive come Bonvesin de la Riva, ovvero con la parte superiore rossa e quella inferiore bianca.

## Le contrade
Il sestiere di Porta Vercellina era a sua volta suddiviso in cinque contrade:
| Contrada                   | Stemma | Blasonatura dello stemma |
| -------------------------- | ------ | --- |
| Nobile Contrada della Rosa |        | Vessillo spaccato, nel primo d'argento alla rosa di rosso, nel secondo di rosso alla rosa d'argento |
| Contrada della Piscina     |        | Vessillo d'argento al castello merlato di tre pezzi di rosso, aperto di una porta del campo, sormontato da due torri finestrate, di tre, due su uno, e merlata di tre pezzi, lambito dall'acqua al pesce nuotante d'argento |
| Contrada dei Morigi        |        | Vessillo d'oro alla banda di nero accostata da due topolini dello stesso, uno da un canto, uno dall'altro |
| Contrada della Porta       |        | Vessillo d'argento alla porta di rosso con le ante aperte, sostenuta da uno zoccolo di tre gradini dello stesso |
| Contrada del Nirone        |        | Vessillo d'oro alle cinque palme di verde poste due, una, due |